# Tízbillió kilométeres nagyságrend
Ez a lap a különböző nagyságrendek összehasonlítását segíti elő, 1016 és 1017 méter közötti hosszúságokat (szélességeket, magasságokat, mélységeket, átmérőket, távolságokat) sorolja fel. Az összes nagyságrendet átfogó lista a Nagyságrendek listája (hosszúság) szócikkben található meg.

## Értékek
1016 m egyenlő az alábbiakkal:
- 10 Pm (petaméter)
- 10 000 milliárd km
- 67 000 csillagászati egység
- 1,1 fényév

## Csillagászat
- 1,5·1016 m (1,6 fényév): az Oort-felhő külső határa
- 3,08568·1016 m (3,2616  fényév): 1 parszek
- 3,97·1016 m (4,2  fényév): a Proxima Centauri távolsága (a legközelebbi csillag a Naphoz)
- 8,13·1016 m (8,6  fényév): a Szíriusz távolsága